# ستيفان بيتسيكي موتو
ستيفان بيتسيكي موتو (بالفرنسية: Yves Bitséki Moto)‏ (مواليد 23 إبريل 1983) هو لاعب كرة قدم غابوني يلعب لصالح نادي بيتام في الدوري الغابوني الممتاز كحارس مرمى.

## روابط خارجية
- ستيفان بيتسيكي موتو على موقع قاعدة بيانات كرة القدم.إي يو (الإنجليزية)
- ستيفان بيتسيكي موتو على موقع ناشيونال فوتبول تيمز (الإنجليزية)
- ستيفان بيتسيكي موتو على موقع Soccerway.com (الإنجليزية)
- ستيفان بيتسيكي موتو على موقع عالم كرة القدم.نت (الإنجليزية)